# Enrique Líster
Enrique Líster Forján (Teo, 21 aprile 1907 – Madrid, 8 dicembre 1994) è stato un generale e politico spagnolo.
Fu il comandante dell'11ª divisione dell'esercito popolare della seconda repubblica spagnola. Prima di diventare un combattente comunista lavorò come cavapietre (o tagliapietre) nei cantieri edili. Figlio di una contadina e di un operaio edile, all'età di undici anni, a causa dell'estrema povertà, partì per lavorare a L'Avana (Cuba).
In questo contesto, il giovane Líster, venne a contatto con il mondo sindacale e iniziò la sua militanza comunista. Al ritorno dall'isola, intensificò la sua militanza tra le file del Partito Comunista di Spagna e, grazie al suo carisma, dal 1932 al 1935 venne mandato a studiare nell'accademia militare Michail Frunze, a Mosca.
Dopo il golpe franchista, guidò uno dei primi reggimenti inquadrati dai comunisti. Successivamente, dopo la riorganizzazione dell'esercito, divenne comandante dell'XI divisione dell'esercito popolare, agli ordini del colonnello Juan Modesto.
La sua divisione ben figurò in diverse battaglie e Líster stesso si dimostrò un ottimo comandante.
Nel 1937, fu incaricato da Juan Negrín (capo del governo) di sciogliere con la forza il consiglio d'Aragona e le comuni anarchiche della regione. 
Quest'episodio fu una delle pagine nere della sua attività politica in Spagna: infatti in Aragona egli attuò una repressione spietata, mostrando un ingiustificato disprezzo nei confronti degli anarchici e dei loro esperimenti libertari. L'episodio generò indignazione e spaccature nel Fronte Popolare, tanto da innescare furiose polemiche tra gli stessi Lister e Negrín.
Nel 1938, la divisione comandata da Lister fu impiegata anche nell'ultima, disperata, controffensiva della Repubblica: la battaglia dell'Ebro. Dopo la fine della guerra, si distinse nell'organizzazione del partito comunista spagnolo in esilio in Francia.